# Peter M. Preissler
Peter M. Preissler (* 22. März 1943 in Wien; † 7. Juni 2024 ebenda) war ein österreichischer Regisseur, Schauspieler und Autor.

## Leben
Preissler erlernte von 1957 bis 1960 das Spielen von Trompete und Klavier am Konservatorium Prayner in Wien. Ab 1962 studierte er Theaterwissenschaft, Musikwissenschaft und Psychologie an der Universität Wien. 1964 folgte ein Schauspiel- und Regiestudium an der Schauspielschule Krauss in Wien. Von 1965 bis 1970 war Preissler als Schauspieler und Regieassistent am Wiener Burgtheater tätig. Anschließend wirkte er bis 1974 als Regisseur, Schauspieler und Dramaturg am Staatstheater Hannover. 1972 promovierte Preissler zum Dr. phil. Als Gastregisseur präsentierte Preissler 1974 Inszenierungen am Volkstheater Wien und am Schauspielhaus Graz.
Von 1974 bis 1981 war er als Redakteur und Regisseur beim Bayerischen Rundfunk tätig. Im gleichen Zeitraum verantwortete er weiterhin Gastinszenierungen, so am Volkstheater Wien, am Stadttheater St. Gallen und an der Landestheater Salzburg. Von 1981 bis 1987 war Preissler Spielleiter am Volkstheater Wien. Außerdem erhielt er Gastverträge am Wiener Burgtheater, am Stadttheater Heilbronn sowie für die Oberspielleitung am Landestheater Salzburg unter dem Intendanten Federik Mirdita. Seit 1988 war er als freier Regisseur tätig und inszenierte am Volkstheater Wien, am Theater in der Josefstadt, am Staatstheater Karlsruhe, am Landestheater Linz, am  Renaissance-Theater Berlin, an der Komödie im Bayerischen Hof München, am Stadttheater Mödling und der Scala Wien.
Preissler war mehrfach Gastprofessor am Reinhardt-Seminar. 1999 wurde ihm der Berufstitel Professor verliehen.

## Privates
Peter M. Preissler war verheiratet mit der Schauspielerin Susann B. Winter. Die beiden haben zwei gemeinsame Kinder. Der Regisseur Anatol Preissler ist ein Sohn aus einer früheren Ehe.

## Hörspiele
Regie:
- 1975: Alain Franck: Erledigt (Original-Hörspiel)
- 1975: Henriette McClelland: Ich komme schon, Mama
- 1975: Hans Obermayr: Bayerische Szene: Wenn 100 Tauben sterben
- 1975: Pierre Frachet: Tabula Rasa (Original-Hörspiel)
- 1975: Freda Langton Smith: Unterschlupf (Original-Hörspiel)
- 1976: Rolf und Alexandra Becker: Dickie Dick Dickens & Co. – Verbrich mir nichts – Fünfte Staffel (Alle sechs Folgen) (Original-Hörspiele)
- 1976: Karl Richard Tschon: Rumpelstilzchen oder Vermißt wird Dr. Frohmund (Original-Hörspiel)
- 1977: Jean Marsus: Im Massiv von Canigou (Original-Hörspiel)
- 1977: Charles Maître: Komplizen sind sie alle (Original-Hörspiel)
- 1977: Robert Nicolson: Rosen für Maggie (Original-Hörspiel)
- 1977: Rolf und Alexandra Becker: Gestatten, mein Name ist Cox (Dreiteilige Neufassung der ersten Staffel) (Original-Hörspiel)
- 1978: Arthur Schnitzler: Reigen
- 1978: Helmuth M. Backhaus: Der Fall Mona Lisa (Original-Hörspiel)
- 1978: Arnold E. Ott: Zehn goldene Münzen (Original-Hörspiel)
- 1978: Rolf und Alexandra Becker: Gestatten, mein Name ist Cox (Dreiteilige Neufassung der zweiten Staffel) (Original-Hörspiel)
- 1978: Karl Richard Tschon: Fröhliche Weihnachten (3 Teile) (Original-Hörspiel)
- 1979: Paul van der Hurk: Kriminaldokumentation ... (3 Folgen) (Original-Hörspiele)
- 1979: Gerda Corbett, Michael Mansfeld: Elisa Garnerin – Venus im Wolkenschiff (auch Redaktion) (Original-Hörspiel)
- 1979: Ana Diosdado: Schluck deinen Ärger runter
- 1980: Marcel Pagnol: Die Tochter des Brunnenmachers
- 1980: Valentin Katajev: Die Defraudanten
- 1981: Marcel Pagnol: Das große ABC
- 1981: Jürgen Thorwald: Das Jahrhundert der Detektive (4. Folge: Im Zeichen des Kain)
- 1981: Ödön von Horváth: Geschichten aus dem Wienerwald
- 1981: Gerda Corbett: Prinz Lieschen oder Der starke August und die Wolkensteinerin. Ein historisches Dokumentarspiel
- 1981: Arthur Schnitzler: Reigen (auch Bearbeitung (Wort))
- 1981: Anneliese Steinhoff: Sarah schichtet Trauerpost in einen grünen Kasten. Eine Funkerzählung
- 1982: Ingeborg Schober: Szeneküßchen (Original-Hörspiel)
- 1983: Ödön von Horváth: Die Unbekannte aus der Seine (auch Bearbeitung (Wort))
- 1985: Fritz Ritter von Herzmanovsky-Orlando: Kaiser Joseph und die Bahnwärterstochter

Redaktion:
- 1975: Wolf Middendorff, Dorothea Middendorff: Der Fall Chillingworth – Regie: Otto Düben (Original-Hörspiel)

## Preise
- Karl-Skraup-Preis
- Förderpreis zur Josef-Kainz-Medaille
- Österreichischer Publikumspreis
- Österreichisches Ehrenkreuz für Wissenschaft und Kunst
- Stadttheaterdrachen für Regie am Stadttheater Mödling

## Tätigkeiten als Autor
Sechsteilige literarische Revue für das Fernsehen, Theaterstücke und musikalische Revuen auch mit Gerd Schuller